# Маунт Сидни (Вирџинија)
Маунт Сидни (енгл. Mount Sidney) насељено је место без административног статуса у америчкој савезној држави Вирџинија.

## Демографија
По попису из 2010. године број становника је 663.
| Група             | 2000.    | 2010.       |
| Белци             | 0 (0,0%) | 624 (94,1%) |
| Афроамериканци    | 0 (0,0%) | 16 (2,4%)   |
| Азијати           | 0 (0,0%) | 0 (0,0%)    |
| Хиспаноамериканци | 0 (0,0%) | 23 (3,5%)   |
| Укупно            | 0        | 663         |